# 陳睿 (宣德進士)
陳睿（1396年—？），字文聰，直隸大名府開州人，民籍。明朝政治人物。進士出身。

## 生平
北京行部鄉試第一百三十三名舉人。宣德八年（1433年）癸丑科會試第七十二名，殿試登進士第三甲第四十五名。授行人司行人，正統四年二月行取都察院理刑，十月擢授監察御史。

## 家族
曾祖父陳宗成。曾祖陳彥和。父亲陳義。母張氏。永感下。兄彬、弟中、欽。娶蒿氏。